# Futar
 (août 2024).
- Si vous ne connaissez pas le sujet, laissez ce bandeau (vous pouvez alors contacter les auteurs).
- Si vous supprimez le contenu mis en cause (vous pouvez préalablement contacter les auteurs),

argumentez précisément cette suppression dans la page de discussion
(un manque de référence n'est pas un argument ; une recherche réelle de référence doit avoir été effectuée, être formellement documentée).
Les Futars sont des hybrides humains de l’univers de fiction de Dune de Frank Herbert.
Les Futars apparaissent dans les deux derniers livres de la saga initiale, Les Hérétiques de Dune et La Maison des mères. Ce sont des êtres hybrides moitié homme moitié félin, capables d’une grande férocité grâce à leur ADN animal. Ils sont également dotés d’un sens de l’odorat très aiguisé qui achève d’en faire des chasseurs par excellence.
Il transparaît dans les écrits de Frank Herbert que ces créatures ont été créées dans la Grande Dispersion, et qu’ils sont revenus avec les Honorées Matriarches. En réalité, les Futars ont été créés à l’origine pour traquer les catins, mais ceux qui reviennent dans l’ancien Empire sont ceux qui ont été capturés et asservis par ces dernières.
Il existe un lien étrange entre les Futars et des êtres nommés Belluaires. Les Belluaires pourraient être les créateurs des Futars, ou à tout le moins leurs maîtres. En effet lors de l’attaque de Gammu par les Honorées Matriarches, les Futars viennent se mettre sous la protection des Bene Gesserit, croyant que ces dernières étaient des Belluaires.
Dans Les Chasseurs de Dune de Brian Herbert et Kevin J. Anderson, poursuivant la saga initiale, le lien entre les Belluaires et les Futars est avéré. Dans cet ouvrage, l’origine des Futars est confirmée comme étant dans la Grande Dispersion, au sein de la confrérie de planètes Belluaire. Des Tleilaxus «égarés» sur ces planètes auraient appris aux Belluaires comment manipuler les gènes afin d’obtenir des créatures capables de les protéger contre les Honorées Matriarches, et même de chasser ces dernières : les Futars.